# Бомбейська фондова біржа

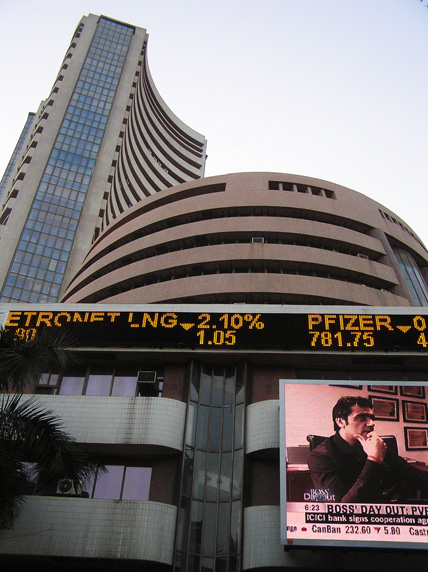
Будівля Бомбейської фондової біржі в Мумбаї

Бомбейська фондова біржа (англ. The Bombay Stock Exchange Limited, BSE) — найстаріша біржа в Індії та Азії.

## Історія
Біржа заснована в 1875, коли Індія була володінням Британської імперії. У 1850-ті група з 22 брокерів почала торгувати цінними паперами під баньяном, який ріс навпроти будівлі міської ратуші. Цей баньян досі росте в центрі Мумбаї. З часом група брокерів оформила свої відносини, створивши асоціацію, на основі якої в 1875 і створена перша біржа в Азії.
Бомбейська біржа часто переїзджала з місця на місце і тільки в 1930 зайняла будівлю, де вона розташовується зараз.
У той час провідним брокером на біржі вважався Премчанда Ройчанд, який був не лише талановитим фінансистом, але й гарним організатором — він поклав початок багатьом процедурам, правилам і традиціям фондової біржі Бомбея, деякі з яких зберігаються і до цього дня (з поправкою на технологічний прогрес).
Нові технології приходили на біржу поступово і не поспішаючи. Так, аж до 1995 року торги здійснювалися тим способом, який знайомий нам по старим фільмам про фінансистів, — на майданчику стояла безліч людей, які намагалися докричатися до своїх контрагентів з пропозиціями про купівлю або продаж акцій. У середині 1990-х років крики змінилися звуками телефонів і клавіатур — торговельний майданчик перейшов на електронну систему.

## Поява конкурента
Бомбейська біржа до недавнього часу залишалася асоціацією приватних осіб — брокерів. Лише у 2005 році вона поміняла форму власності, ставши корпорацією.
Поштовхом до розвитку біржі стала поява в Індії у 1992 Національної фондової біржі. А вірніше, не сам цей факт (в перший час індійський «слон» Бомбейської біржі міг і не помічати індійської ж «Моськи» конкуруючого майданчику), а поступове завоювання Національної біржею значної частки ринку. Це стало першим сильним ударом по Бомбейській біржі. Другий був ударом у прямому розумінні — в 1993, в результаті атаки терористів (вибуху бомби у будівлі біржі), загинуло понад 200 осіб.
Вже в 1994 Національна біржа відвоювала звання провідного торгового майданчика Індії у свого конкурента завдяки застосовуваним на ній технологічним розробкам. Спочатку за обсягом торгівлі, що не дивно, — поки в ході голосових торгів брокери Бомбейської біржі намагалися щось розчути серед криків множини собі подібних, учасники Національної біржі щосили проводили операції через комп'ютер. А потім і по капіталізації.
За підсумками 2007 капіталізація Бомбейської біржі все ж перевищила даний показник у конкурентів, склавши 1,82 трлн. доларів. Це дозволило їй увійти в десятку найбільших бірж світу за даним показником. Та й за кількістю компаній, чиї цінні папери торгуються на цьому майданчику, Бомбейську біржу здолати непросто — щодня брокери можуть вибирати об'єкти купівлі-продажу серед акцій і облігацій 4888 компаній.

## Фондові індекси
Основний індекс: BSE — 100 — загальнонаціональний індекс, що складається із 100 найбільших компаній, які представлені на всіх індійських біржах.

## Діяльність
- Об'єм торгів: $158, 982 млрд (2005 р.)
- Лістинг: 4937 емітентів, 7745 паперів (липень 2009 р.)
- Капіталізація: $1,06 трлн (липень 2009 р.)
- Прибуток: $15 632 млн (2004–2005 р.)